# 姆本格省
10°0′N 5°54′W / 10.000°N 5.900°W

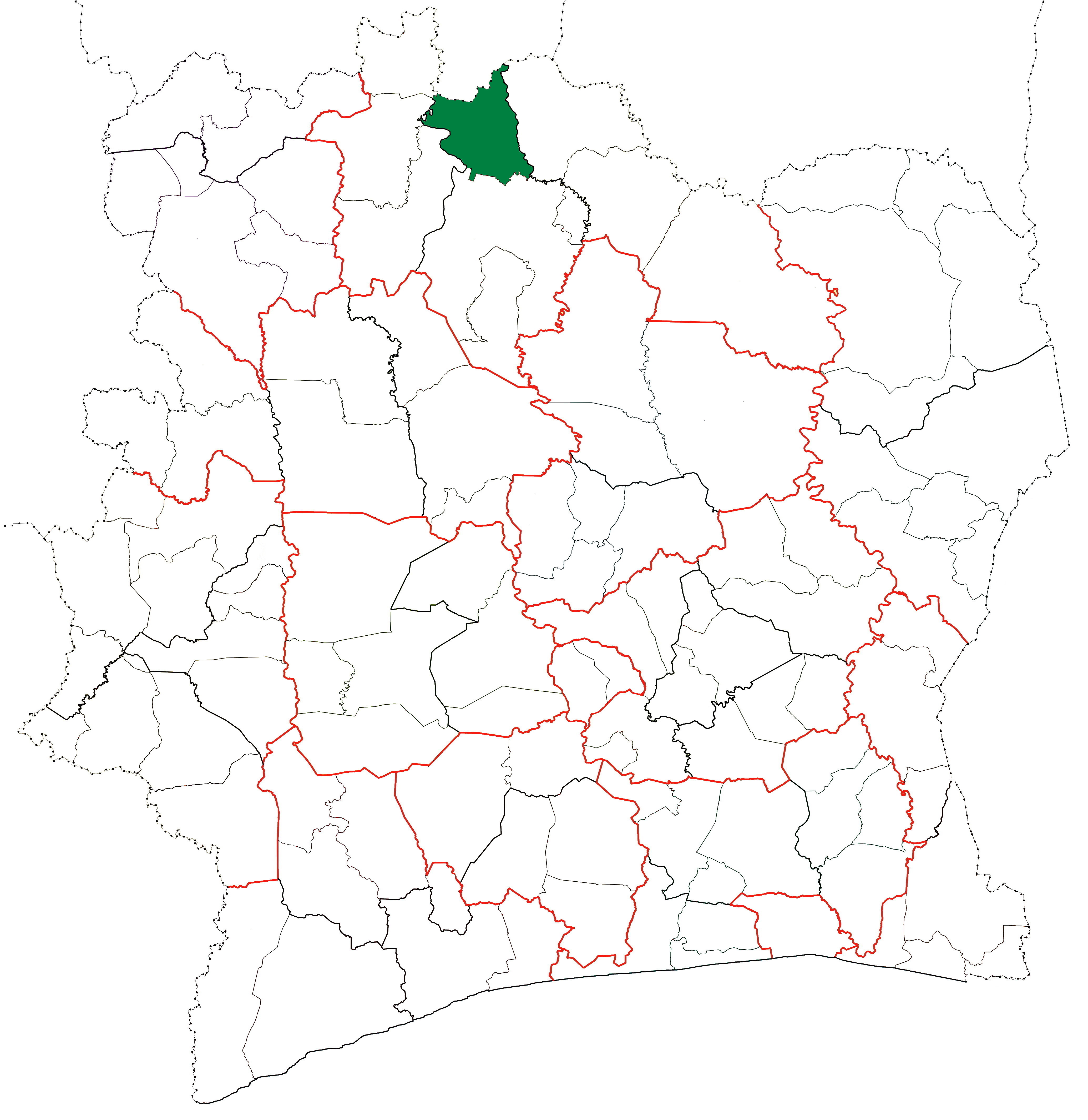

姆本格省（M'Bengué Department），是科特迪瓦的省份，位於該國北部薩瓦內區，由波羅大區負責管轄，成立於2012年，面積2,600平方公里，2014年人口87,811，人口密度每平方公里34人。